# Iglesia de San Francisco Javier y San Luis Gonzaga (Madrid)

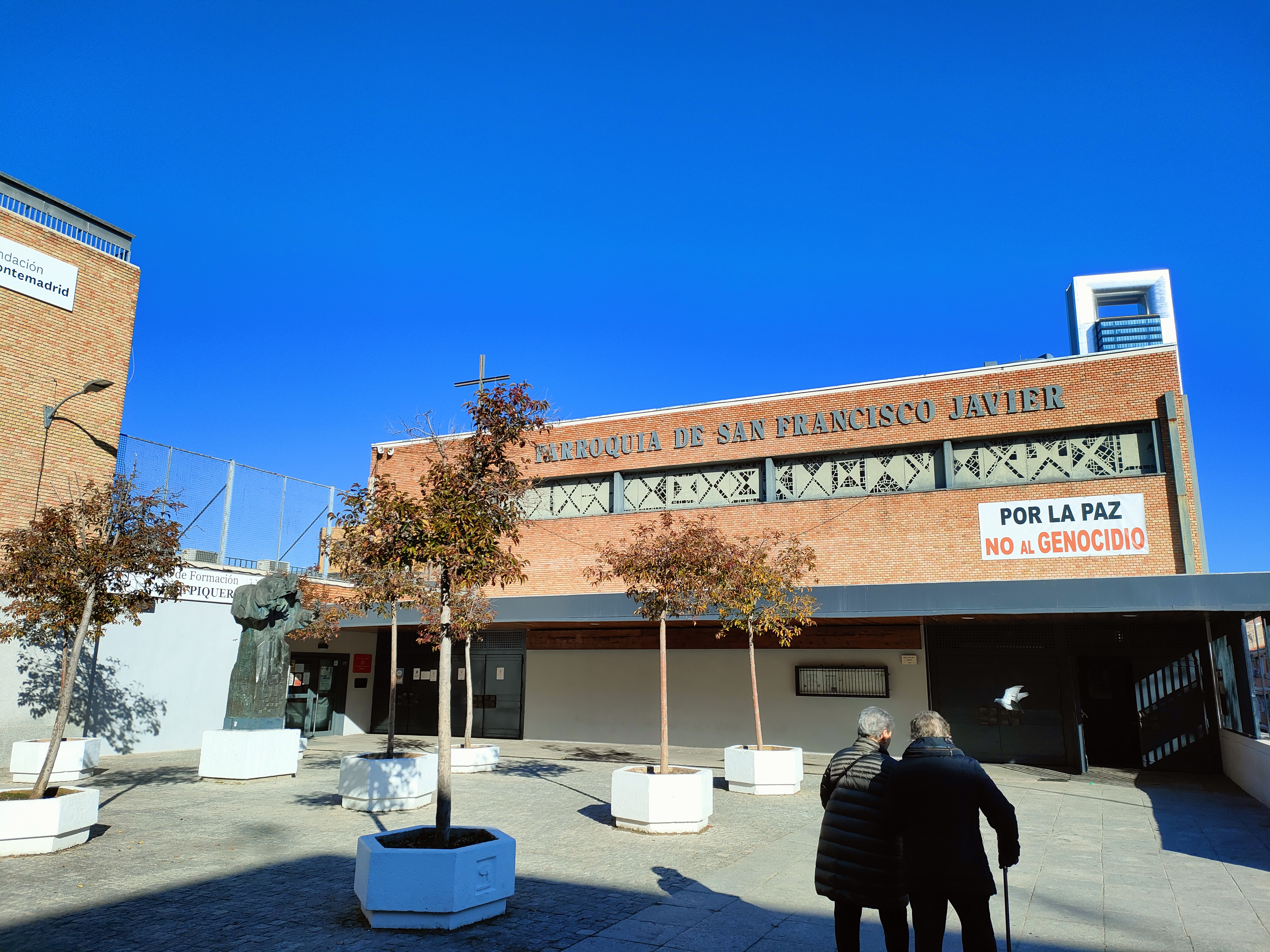
Fachada de la iglesia San Francisco Javier y San Luis Gonzaga (Madrid) y pancarta contra la guerra de Gaza (diciembre de 2024).

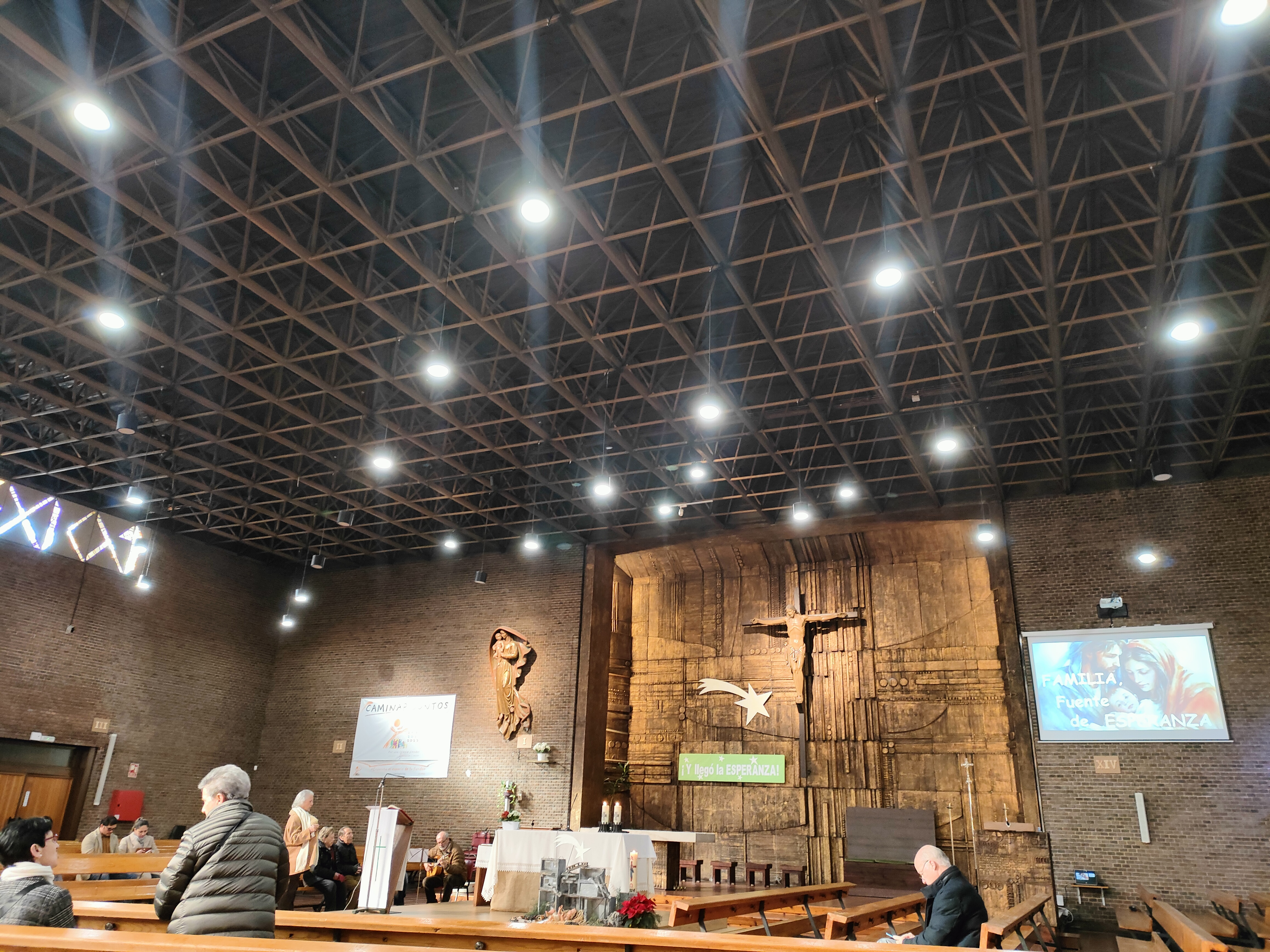
Interior de la iglesia

La iglesia de San Francisco Javier y San Luis Gonzaga es un templo católico de la ciudad de Madrid, situado en la calle de Mártires de la Ventilla n.º 34, regentado por la Compañía de Jesús. Forma parte de la Escuela de Formación Profesional Padre Piquer y funciona también como sede parroquial. Todo el conjunto fue diseñado por el arquitecto Rodolfo García-Pablos y construido entre 1965 y 1969. 
El solar se hallaba en un terreno con desnivel, lo que se aprovechó para edificar la iglesia en lo alto y los talleres detrás, por lo que no entorpece la visión del templo. El resto de aulas se disponen en torno a patios y a la plaza abierta ante el acceso público al templo, situado bajo una gran marquesina volada. 
La iglesia tiene planta rectangular y está cubierta con un techo cuya estructura metálica queda a la vista, construida con un sistema tridimensional de tetraedros de tubos metálicos. En todos sus lados (salvo el del altar) hay vidrieras diseñadas por Manuel Suárez Molezún. Entre otras obras artísticas, destacan la imagen del santo titular, san Francisco Javier, situada en el exterior, obra de Pablo Serrano, autor también de un crucificado que, originalmente, estuvo en el presbiterio. El escultor  José Luis Sánchez realizó el retablo dorado del presbiterio, el equipamiento de altares, sagrario, campanario, las puertas exteriores originales, con sus pomos, etc.  Una imagen de la Virgen con el Niño es de José Luis Vicent. En la capilla bautismal hay murales de Joaquín Vaquero Turcios, que envuelven una pila bautismal gótica. Rodolfo García-Pablos Ripoll, hijo del arquitecto y entonces estudiante de Arquitectura, diseñó también varios elementos muebles, como las celosías de la capilla eucarística.
El edificio está incluido en el catálogo de la Fundación DoCoMoMo Ibérico (Documentación y V Conservación del Movimiento Moderno).